# Святополч
Святополч — літописне місто, засноване Святополком Ізяславичем в 1096 році на Витачівському пагорбі, який зазвичай ідентифікується як розташований між сучасними селами Витачів та Стайки за 56 верст від Києва, на правому березі Дніпра. В це місто перейшли жителі м. Юр'єва, яке було спалене половцями.
|  | «Ст҃ополкъ же повелѣ рубити городъ на Вытечевьскомь холъмѣ, имѧ своѥ нарекъ Ст҃ополчь градъ, и повелѣ епс̑пу Мюриму со гурговцѣ сѣстѣ ту, и засаковцемъ, и прочимъ ѡ нихъ, а Гюргевь зазгоша Половцѣ тощь.» (Іпатіївський літопис) |

Тоді ж до Святополча тимчасово переїхав зі своєю кафедрою і єпископ Юр'ївський Мурик, що мешкав там до 1103 р., доки Святополк не відбудував Юр'їв.
У 1223 році, після битви на Калці, коли князі руські зазнали поразки і почали відступати до Києва, татарські орди переслідували русичів до Святополча. Мешканці міста вийшли назустріч військам, і всі були перебиті татарами. Городи Витичів і Святополч першими в 1223 році були зруйновані татаро-монгольською ордою.
Рибаков Борис Олександрович розкопав залишки міста XII–XIII століття, оборонні споруди, серед яких було три вежі.
По сусідству зі Святополчем у давньоруську епоху знаходилося місто Витичів (Уветичі), яке ототожнюється з північним городищем сучасного Витачева.

## Галерея

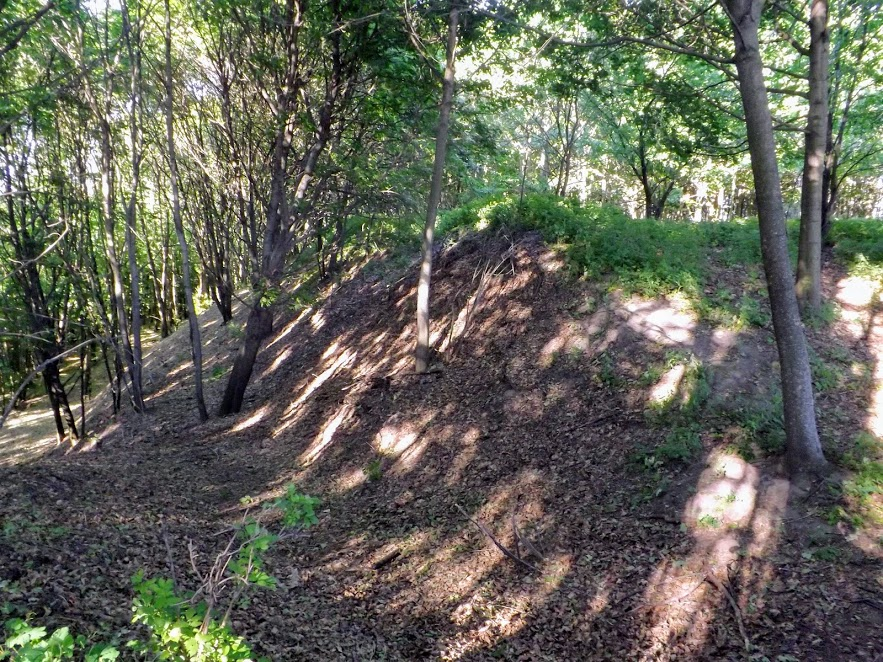
Залишки укріплень літописного Святополча  поблизу села Витачів Обухівського району Київської області
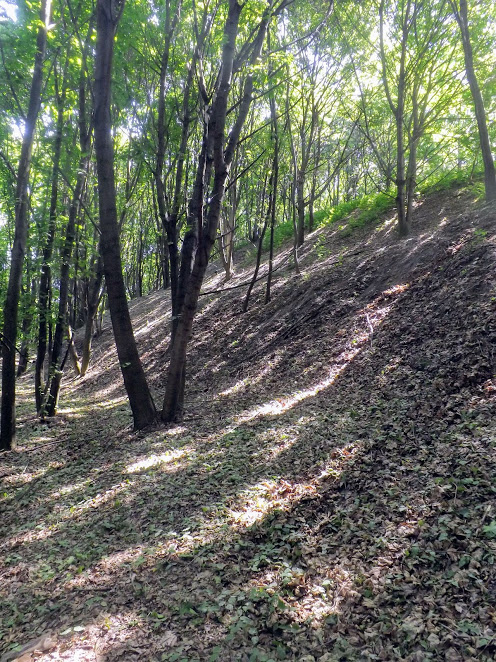
Залишки укріплень літописного Святополча  поблизу села Витачів Обухівського району Київської області
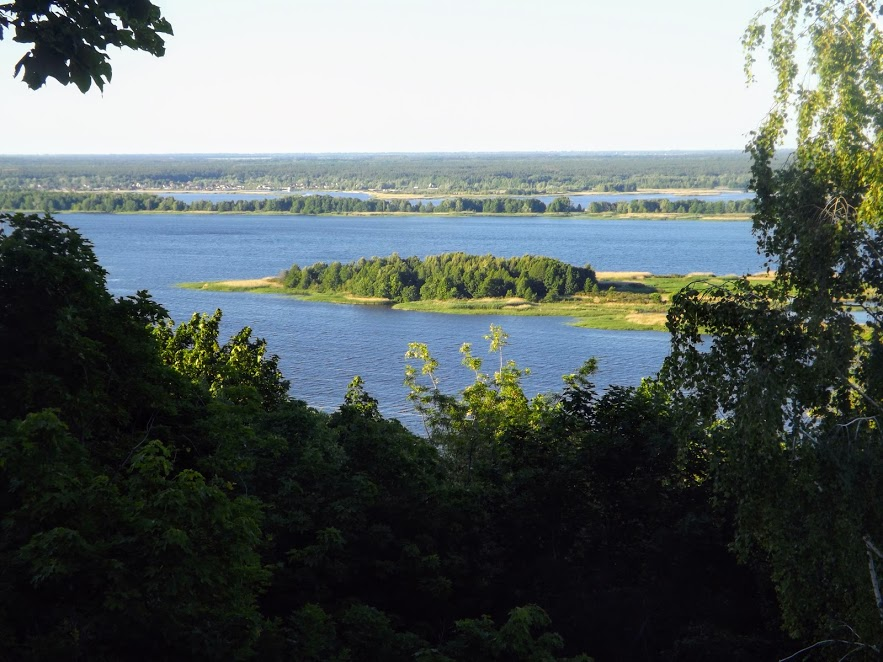
Вид на Дніпро з території городища літописного Святополча (поблизу села Витачів Обухівського району Київської області)
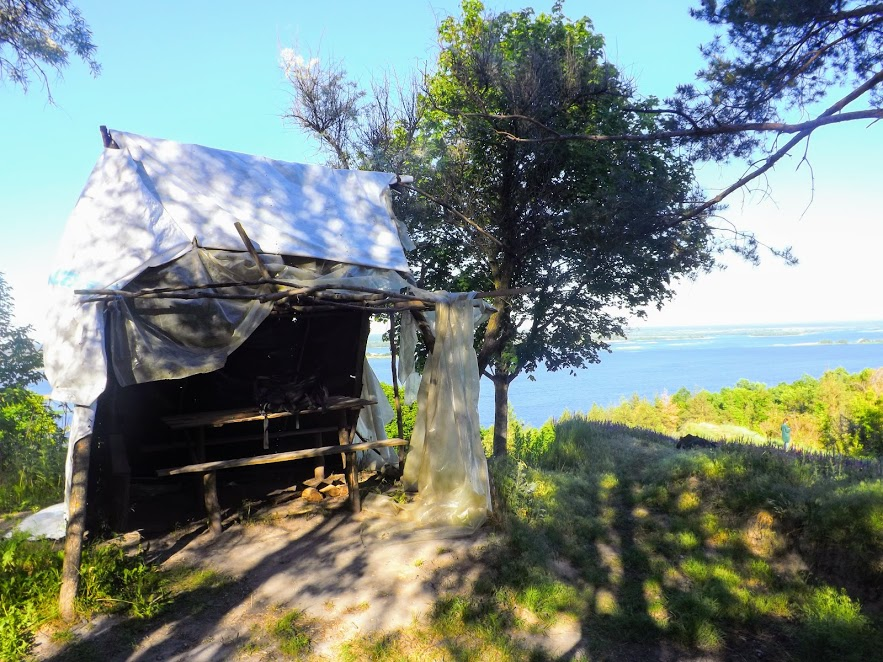
Дерев'яна альтанка на території городища, де був літописний Святополч